# Бажини
Бажини (пол. Bażyny, нім. Basien) — село в Польщі, у гміні Орнета Лідзбарського повіту Вармінсько-Мазурського воєводства.
Населення — 307 осіб (2011).

## Демографія
Демографічна структура станом на 31 березня 2011 року:
|          | Загалом | Допрацездатний вік | Працездатний вік | Постпрацездатний вік |
| -------- | ------- | ------------------ | ---------------- | -------------------- |
| Чоловіки | 155     | 31                 | 109              | 15                   |
| Жінки    | 152     | 34                 | 76               | 42                   |
| Разом    | 307     | 65                 | 185              | 57                   |